# شون لورانس أوتو
شون لورانس أوتو (بالإنجليزية: Shawn Lawrence Otto)‏ هو كاتب سيناريو أمريكي، ولد في 21 أبريل 1961.

## وصلات خارجية
- الموقع الرسمي